# Luatangi Vatuvei
Pas d'image ? Cliquez ici

a Compétitions nationales et continentales officielles uniquement.

b Matchs officiels uniquement.
Dernière mise à jour le 8 novembre 2024.
Luatangi Samurai Vatuvei (ルアタンギ 侍バツベイ, Ruatangi Samurai Batsubei), né le 8 décembre 1977 aux Tonga, est un joueur de rugby à XV international japonais. Il joue principalement au poste de deuxième ligne.

## Biographie
Luatangi Vatuvei a joué pour le club de Toshiba Brave Lupus en Top League japonaise. Vatuvei a été le meilleur réalisateur de la Top League 2004-2005 avec 18 essais.
Il obtient la nationalité japonaise en 2006.
En 2007 il a quitté Toshiba Brave Lupus pour le club relégué en deuxième division Kintetsu Liners.
Après avoir été trois ans résident au Japon, il était sélectionnable et il est alors régulièrement sélectionné en équipe du Japon.
Il a connu sa première sélection avec le Japon le 13 mai 2001 contre la Corée. Il est retenu pour la Coupe du monde de rugby 2007. 
Son cousin Manu Vatuvei est international néo-zélandais de rugby à XIII.

## Palmarès
- Sélectionné en équipe du Japon de rugby à XV à 23 reprises
- 45 points inscrits
- 9 essais
- Nombre de sélections par année : 6 en 2001, 5 en 2002, 2 en 2003, 4 en 2004, 2 en 2006, 3 en 2007

- Participation à la Coupe du monde de rugby à XV : 2 matchs en 2007